# ロマン・ミハイロヴィチ (ブリャンスク公・13世紀)
ロマン・ミハイロヴィチ（ロシア語: Роман Михайлович、? - 1288年以降）は、チェルニゴフ公ミハイルの次男である。ブリャンスク公（在位：1246年以降）、チェルニゴフ公（在位：1263年以降）。通称スタルィー。

## 生涯
父ミハイルがジョチ・ウルスにより殺害された1246年、ブリャンスク公国領を受領した。また、チェルニゴフ公アンドレイの死亡した1263年、チェルニゴフがリトアニア大公国に接収されると、ロマンはチェルニゴフ公位を称した。ルーシの年代記（レートピシ）はロマンをブリャンスク公と記しているが、歴史学者は、モンゴルのルーシ侵攻以降、チェルニゴフ公国領域の政治的中心地はチェルニゴフからブリャンスクへ移っていたと推測している。
公位についたロマンは、ミンダウガスがドニエプル川左岸に送り込んだ軍勢と戦い、傷を負いながらもこれを撃退した。1274年から1275年にかけて、モンケ・テムルのリトアニアへの遠征軍に参加した。1286年にはスモレンスクを攻め、敗退している。
没年は定かではないが、ジョチ・ウルスに殺害されたとする説がある。

## 妻子
妻の名はアンナ（出自不詳）。子には以下の人物がいる。
- オレグ(ru) - ブリャンスク公、チェルニゴフ公
- ミハイル(ru) - ブリャンスク公、チェルニゴフ公
- アレクサンドル(ru)[注 1] - ブリャンスク公、チェルニゴフ公
- 娘（名は不詳）
- オリガ(ru) - ヴォルィーニ公ウラジーミルと結婚